# Nicolaas Kuiper
Pour les articles homonymes, voir Kuiper.
Nicolaas Hendrik « Nico » Kuiper, né le 28 juin 1920 à Rotterdam et mort le 12 décembre 1994 à Utrecht, est un mathématicien néerlandais, connu pour le test de Kuiper (en) et pour avoir prouvé le théorème de Kuiper (en). Il a également contribué au théorème de plongement de Nash.

## Biographie
Nicolaas Kuiper réalise un doctorat en géométrie différentielle à l'université de Leyde en 1946 sous la direction de Willem van der Woude. Il enseigne aux États-Unis, d'abord à l'université du Michigan où il rencontre Raoul Bott et son élève Stephen Smale puis à l'Institute for Advanced Study où il travaille avec Shiing-Shen Chern. Il est ensuite nommé professeur de mathématiques à l'université d'Amsterdam.
Il dirige l'Institut des hautes études scientifiques de 1971 jusqu'à sa retraite en 1985. Après sa retraite il reste en France jusqu'en 1991, puis il retourne vivre aux Pays-Bas. Il continue à participer à des colloques de mathématiques à l’université d'Utrecht.